# Caiophora cernua
Caiophora cernua är en brännreveväxtart som först beskrevs av August Heinrich Rudolf Grisebach, och fick sitt nu gällande namn av Urban, Amp; Gilg och Fritz Federico Kurtz. Caiophora cernua ingår i släktet Caiophora och familjen brännreveväxter. Inga underarter finns listade i Catalogue of Life.